# Медаль «За пьянство»
Медаль «За пьянство» — якобы существовавшая в Российской империи чугунная медаль, введённая с целью борьбы против пьянства. 
По одной из версий введена Петром I в 1714 году, по другой версии — использовалась на Демидовских заводах в Каменске-Уральском.
Медаль  якобы вешали в полицейском участке в наказание за чрезмерное употребление алкоголя. Клепалась металлическими клёпками на шею так, чтобы нельзя было снять. Считается самой тяжёлой по массе «наградой» в истории.
Согласно исследованию издания «Проверено» 2021 года, история, скорей всего, является мистификацией, историческим анекдотом, а большинство доступных в сети фотографий — сделанными под старину современными сувенирами. Единственный доступный экземпляр находится в экспозиции  Государственного исторического музея.